# もう一度ハーバーライト
『もう一度ハーバーライト』（もういちど - ）は、スターダストレビュー10枚目のシングル。1986年10月25日に発売された。コンフェクショナリーコトブキのCMソングとして使用された。

## 収録曲
全曲編曲：スターダストレビュー
1. もう一度ハーバーライト
作詞：平野肇　作曲：根本要
2. BAD MOONに誘われて
作詞：林紀勝/根本要　作曲：根本要/三谷泰弘